# میکو کوکسلین
میکو کوکسلین (انگلیسی: Mikko Kokslien؛ زادهٔ ۱۰ مارس ۱۹۸۵) اسکی‌باز صحرانوردی اهل نروژ است.